# Derrick Gainer

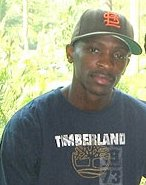
Derrick Gainer

Derrick Gainer (* 22. August 1972 in Pensacola, Florida, USA) ist ein ehemaliger US-amerikanischer Boxer im Federgewicht. Er wurde von Alton Merkerson trainiert.

## Profi
Am 14. Juli 1990 gab er erfolgreich sein Profidebüt. Im September des Jahres 2000 wurde er Weltmeister der WBA, als er seinen Landsmann Freddie Norwood durch technischen K. o. in Runde 11 besiegte. Er verteidigte diesen Titel insgesamt dreimal und verlor ihn am 1. November 2003 gegen den Mexikaner Juan Manuel Márquez durch „technische Entscheidung“ in Runde 7. Im Jahre 2012 beendete er seine Karriere.